# Шарлотт Госмер Чепін
Шарлотт Госмер Чепін (англ. Charlotte Hosmer Chapin; 0 грудня 1902 — 0 грудня 1970) — колишня американська тенісистка.
Найвищим досягненням на турнірах Великого шолома був фінал в парному розряді.

## Фінали турнірів Великого шолома

### Парний розряд (1 поразка)
| Результат | Рік  | Турнір                           | Покриття | Партнерка  | Суперниці                 | Рахунок         |
| --------- | ---- | -------------------------------- | -------- | ---------- | ------------------------- | --------------- |
| Поразка   | 1926 | Відкритий чемпіонат США з тенісу | Трава    | Мері Браун | Елінор Ґосс Елізабет Раян | 6–3, 4–6, 10–12 |